# Moussa Diabaté

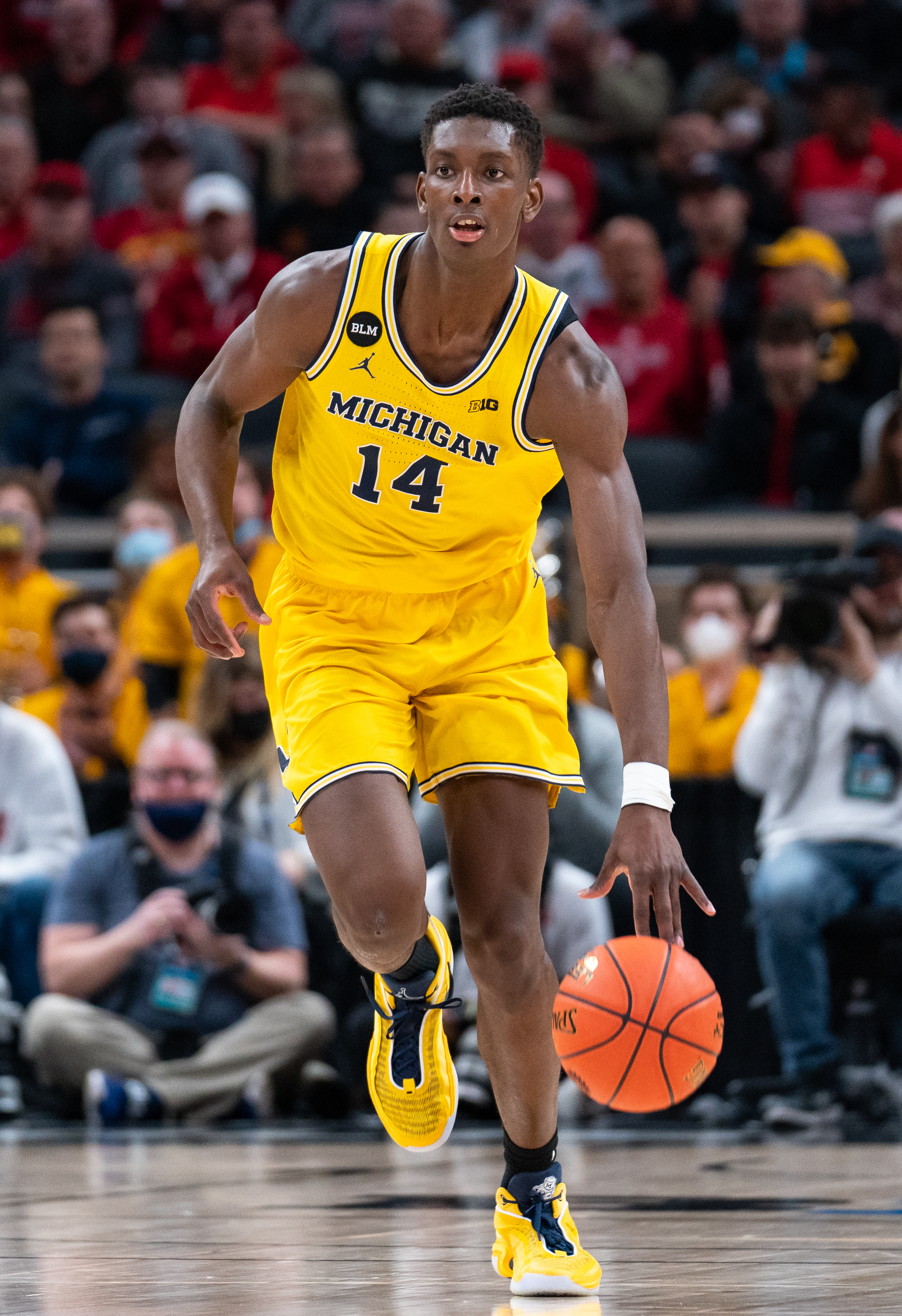
Moussa Diabaté, 2022.

Moussa Diabaté, född 21 januari 2002 i Paris, är en fransk professionell basketspelare (C) som spelar för Charlotte Hornets i National Basketball Association (NBA). Han har tidigare spelat Los Angeles Clippers.
Diabaté draftades av Los Angeles Clippers i andra rundan i 2022 års draft som 43:e spelare totalt.
Innan han blev proffs studerade Diabaté vid University of Michigan och spelade för deras idrottsförening Michigan Wolverines.